# Người Sherpa
Người Sherpa là một dân tộc ở phía đông Nepal, trên vùng cao của Hymalaya. Hầu hết người Sherpa sống ở các vùng phía đông Nepal; Tuy nhiên, một số người sinh sống xa hơn về phía tây trong thung lũng Rolwaling và trong khu vực Helambu phía bắc của Kathmandu. Tengboche là làng Sherpa lâu đời nhất ở Nepal. Tổng cộng có khoảng 150.000 dân người Sherpa ở Nepal. Ngôn ngữ của họ là tiếng Sherpa. Tiếng Sherpa thuộc nhánh phía nam của các ngôn ngữ Tạng-Miến; Tuy nhiên, ngôn ngữ này là tách biệt so với tiếng Lhasa của Tây Tạng và khó hiểu với người nói tiếng Lhasa.
Nhiều người Sherpa làm dịch vụ bốc vác hành lý cho những người leo núi lên đỉnh Everest. Số lượng người Sherpa di cư đến phương Tây đã tăng lên đáng kể trong những năm gần đây, đặc biệt là Hoa Kỳ. Thành phố New York có cộng đồng Sherpa lớn nhất tại Hoa Kỳ, với dân số 2500 người.